# 595
Cette page concerne l'année 595  du calendrier julien. Pour l'année 595 av. J.-C., voir 595 av. J.-C. Pour le nombre 595, voir 595 (nombre).
L'année 595 est une année commune qui commence un samedi.

## Événements
- 1er janvier :  le pape Grégoire reproche dans une lettre au patriarche de Constantinople, Jean le Jeûneur, de se proclamer patriarche œcuménique[1].
- 28 février : assemblée de Cologne. Childebert d’Austrasie ordonne que les décisions prises lors des assemblées annuelles de mars précédentes soit transcrites[2] (Andernach en 593, Maastricht en 594). Il publie un édit qui amende la loi salique[3].
- Printemps : troisième campagne du général byzantin Priscus dans les Balkans ; il longe le Danube avec l'armée de Thrace pour secourir Singidunum assiégée par les Avars[4].
- Été : les Avars attaquent la Dalmatie[4]. Les Byzantins abandonnent le limes de Dalmatie où seule résistent quelques villes comme Viminacium et Singidunum[5].

- 12 août : le pape Grégoire le Grand adresse sa lettre « O quam bona » sur la simonie à l'évêque Virgile d'Arles[6].

- Childebert II fait la guerre contre les Warnes, qui se sont révoltés en Thuringe. La nation des Warnes est presque entièrement détruite, et son nom n'apparait plus dans l'histoire[7].
- Soulèvement des Maures en Afrique, qui menacent Carthage. L'exarque Gennadius a recours à la ruse pour écraser la révolte (595-596)[8].
- Le pape Grégoire fait acheter des esclaves anglo-saxons à Marseille pour les envoyer à Rome aux fins de conversion[9].
- Date probable du mariage de Mahomet avec Khadija[10].

## Décès en 595
- 2 septembre : Jean IV le Jeûneur, patriarche de Constantinople[1].